# Steatoda triangulosa
Steatoda triangulosa — вид пауков рода Steatoda. Представители вида имеют рисунок из треугольников на дорсальной (спинной) стороне брюшка.

## Описание
Взрослая самка имеет размер от 3 до 6 мм. Головогрудь коричнево-оранжевая, ноги тонкие, желтоватые, покрыты крошечными волосками. Круглое, выпуклое брюшко кремового цвета, с параллельными пурпурно-коричневые зигзагообразными линиями, идущими спереди назад. Этот характерный узор отличает её от представителей пауков-тенётников.
Охотятся на другие виды членистоногих: муравьёв (включая огненных муравьев), мокриц, клещей, других пауков, в том числе на считающихся опасными для человека Eratigena agrestis и коричневого отшельника.
Яйцевой мешок из неплотной шёлковой паутины, имеет примерно такой же размера, как и сам паук. В кладке около 30 яиц. Пауки вида обычно живут на окнах или в местах скопления грязи. Питаются в течение дня и часами плетут сети, которые не портятся, если хорошо сплетены. Под паутиной можно найти мертвых насекомых, начиная от клопов других пауков и заканчивая осами.

## Среда обитания и распространение
Как и другие представители семейства Theridiidae, Steatoda triangulosa плетёт паутину в виде бесформенного клубка липких блестящих нитей. Как и другие пауки, плетущие паутину, имеют очень плохое зрение и в основном зависят от колебаний своей паутины, чтобы обнаруживать добычу или более крупных животных, которые могут их ранить или убить. Представители Steatoda triangulosa не агрессивны, их токсин не имеет медицински значимого проявления. Укус не убивает человека, если не возникает аллергическая реакция.
Steatoda triangulosa — вид-космополит, встречается во многих регионах, в том числе в Северной Америке, на юге России, в Новой Зеландии и Европе. Местом происхождения паука считается Евразия. Этот вид часто селится в домах, где строит паутину в темных углах.